# Rigi Scheidegg-Weg
Als Rigi Scheidegg-Weg wird die Schweizer Wanderroute 831 (eine von 290 lokalen Routen) in den Schwyzer Alpen bezeichnet. Sie beginnt am Ufer des Vierwaldstättersees in Gersau im Schweizer Kanton Schwyz und führt über den Gätterlipass nach Rigi Scheidegg.

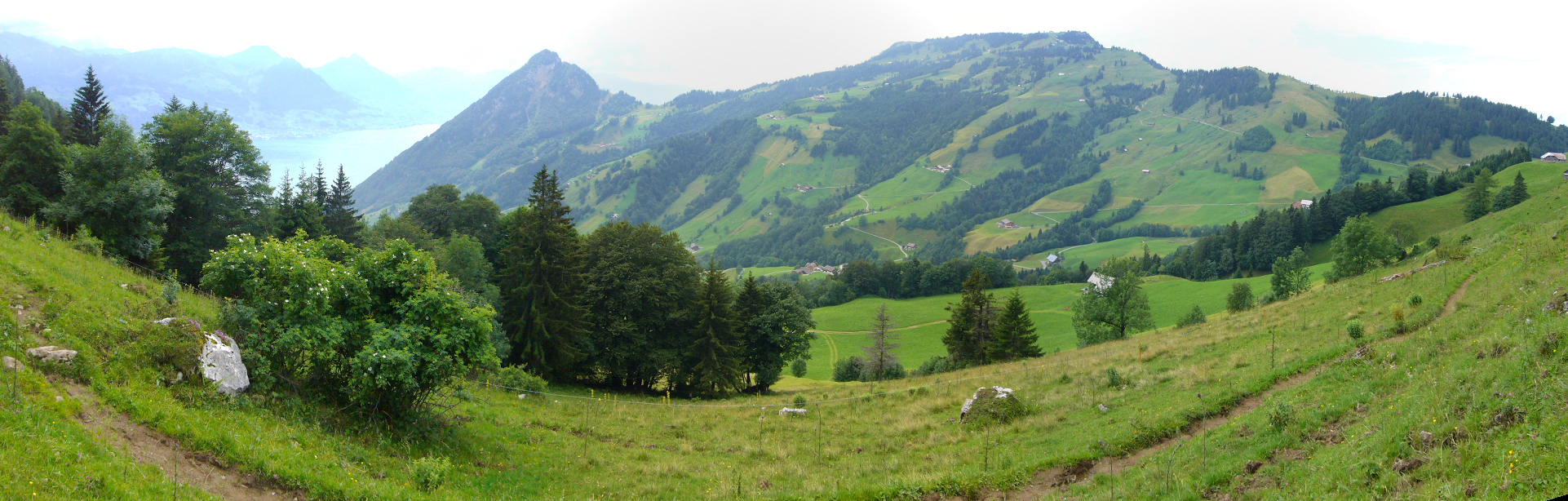
Nähe Gätterlipass mit Blick nach Westen (2009).

Die Wegstrecke beträgt acht Kilometer; es sind 1250 Höhenmeter im Auf- und 40 im Abstieg zu überwinden; die Wanderzeit wird mit drei Stunden und 50 Minuten angegeben.

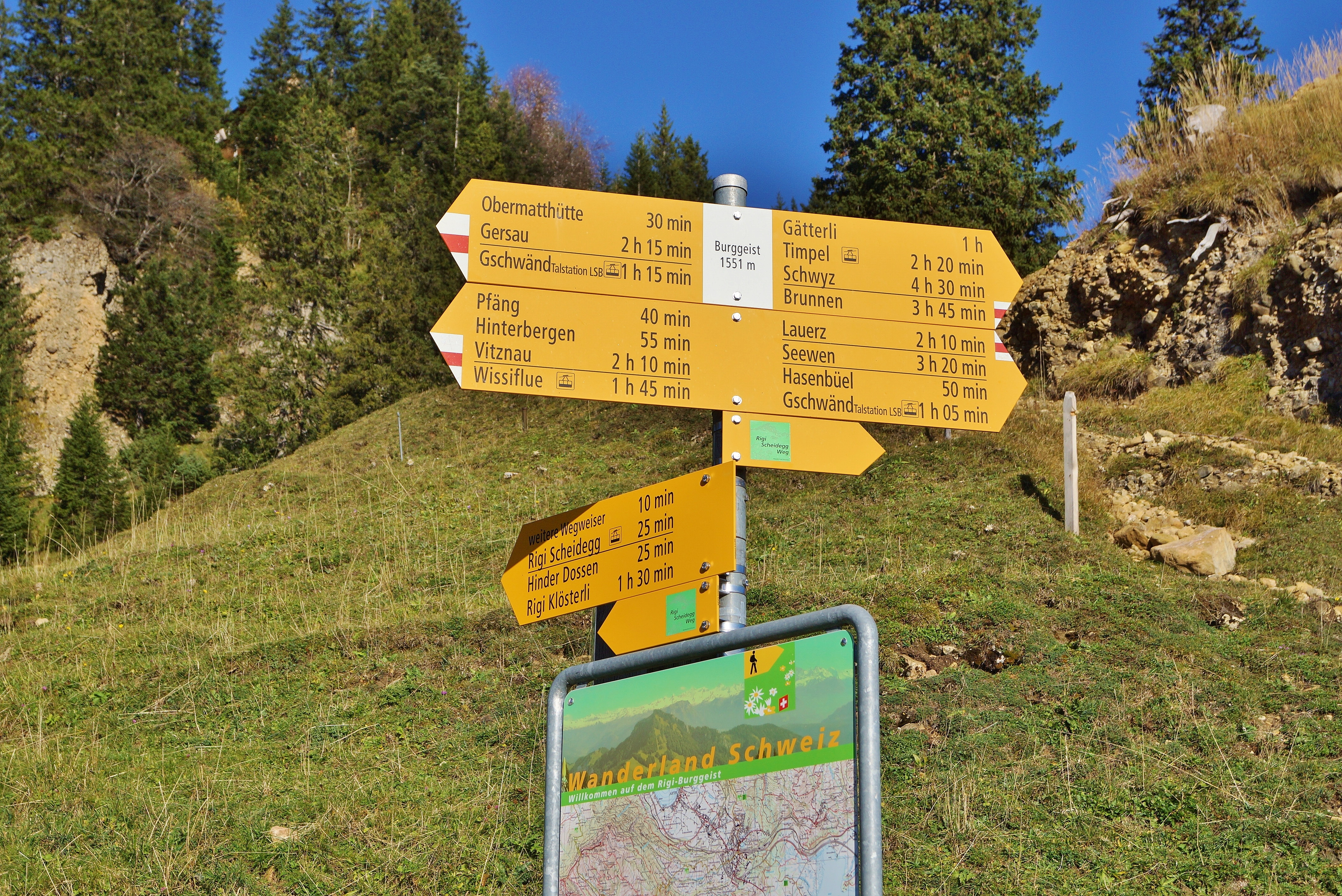
Wegweiser in Rigi Burggeist

Vom Startpunkt Gersau Schiffsanleger (435 m ü. M.) geht es dem Inneren Dorfbach, der später zum Teuffibach wird, entlang. Der Weg überquert die Teuffibach-Brücke und führt nach Rotzingel (876 m ü. M.) und kurz vor Ober Gschwend (1012 m ü. M.) nach rechts zum Sattel des Gätterlipasses
(1190 m ü. M.) und weiter über Chellensack (1125 m ü. M.), Höcheli (1438 m ü. M.) und Burggeist (1551 m ü. M.) zum Ziel Luftseilbahn-Bergstation Rigi Scheidegg (1642 m ü. M.).

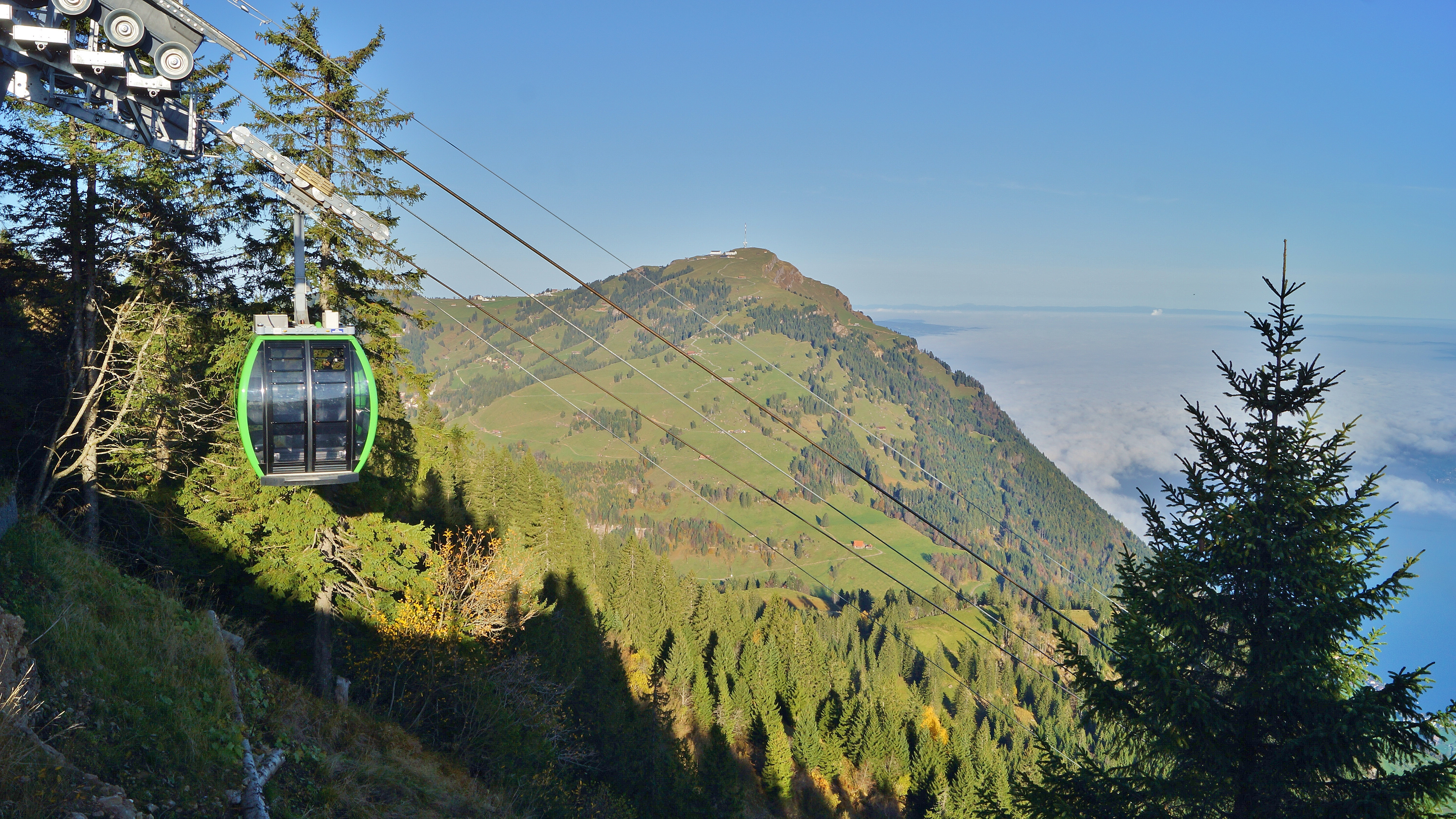
Blick vom Ziel zum Rigi Kulm

Bis Ober Gschwend gibt es auch eine Busverbindung und von hier bis Rigi Burggeist eine Luftseilbahn. Einkehrmöglichkeiten bestehen am Gätterli, in Rigi Burggeist und am Ziel, wo sich auch ein Aussichtsturm befindet. Von hier kann man mit der Luftseilbahn (Bild links) nach Kräbel hinabfahren und mit der Arth-Rigi-Bahn nach Arth-Goldau gelangen.

## Nachweise
1. ↑  Alle lokalen Routen bei SchweizMobil.
2. ↑  Lage und Höhe gemäss «geo admin.ch».